# Delia Zamudio
Delia Rosa Zamudio Palacios (Chincha, 20 de junio de 1943-28 de septiembre de 2024) fue una sindicalista afroperuana y activista por los derechos de las mujeres afroperuanas. Fue la primera mujer en convertirse en secretaria general de la Confederación General de Trabajadores del Perú (CGTP). Trabajó desde la década de 1970 para mejorar los derechos humanos y civiles de los afroperuanos y las mujeres trabajadoras. Como fundadora de la Casa de Refugio San Juan de Lurigancho, trabajó para ayudar a las víctimas de violencia doméstica y sexual. Fue reconocida por el Ministerio de Cultura con el Premio a la Personalidad Meritoria de la Cultura en 2014.

## Primeros años
Delia Rosa Zamudio Palacios nació en 1943, en la hacienda Hoja Redonda en la provincia peruana de Chincha. En la década de 1950, su madre emigró con sus hijos al distrito de La Victoria en Lima en busca de empleo. Después de completar tercero de primaria, Zamudio dejó de asistir a la escuela para cuidar a sus hermanos menores. A los doce años, comenzó a trabajar como empleada doméstica y tres años más tarde obtuvo un puesto laboral en la Fábrica de conservas Libertad en el distrito de Rímac. Simultáneamente mientras trabajaba durante el día, Zamudio regresó a la escuela y completó su educación primaria. En 1966, fue contratada en una fábrica farmacéutica y se unió al sindicato. En tres años, fue elegida secretaria de asistencia social del sindicato fabril. Continuando sus estudios nocturnos, Zamudio completó su educación secundaria en el Colegio Nacional María Parado de Bellido en Rímac en 1971.

## Activismo
La lucha de Zamudio por su educación y por ganar un salario digno, como una mujer negra pobre en una cultura latina, la llevó al activismo. En 1970, se convirtió en representante de la "Federación de Laboratorios, Farmacias y Afiliados" y comenzó a participar como delegada en convenciones. Abiertamente crítica del régimen militar de Juan Velasco Alvarado, asistió a la Convención de Comunidades Industriales de 1974 para protestar contra el gobierno. Al convertirse en miembro del Partido Obrero Revolucionario (POR), en 1975, fue seleccionada como secretaria general de la Confederación General de Trabajadores del Perú (CGTP). Su elección fue la primera vez que una mujer y persona afroperuana dirigía una organización sindical en Perú. En 1977, el sindicato protestó exigiendo derechos sociales y políticos, y Zamudio fue uno de los involucrados en la paro nacional del 19 de julio. Fue seleccionada por el POR como candidata provisional a la Asamblea Constituyente de 1978, pero como resultado de su activismo, fue reemplazada por otro candidato y perdió su trabajo.
En 1981, Zamudio fue delegada de la Convención de Trabajadores Mexicanos y al año siguiente se convirtió en secretaria para los temas relacionados con la mujer en la CGTP. Además de su activismo laboral, Zamudio asistió a conferencias sobre los derechos de las mujeres, como las Conferencias Feministas Latinoamericanas celebradas en Brasil y México en 1986, así como a la Quinta Conferencia Feminista Argentina de 1990 de Buenos Aires. Prefiriendo trabajar en organizaciones de base debido a la actitud paternalista de las ONG de mujeres más formales, el activismo de Zamudio se centró en la capacitación y protección de las mujeres de la clase trabajadora. Trabajó con la Comisión de la Mujer Peruana (COMUP), para evaluar los problemas que enfrentan las mujeres en la fuerza laboral, observando los derechos de maternidad y el acoso sexual, aunque las propuestas no se convirtieron en norma legal hasta la aprobación de la Ley 27240 de 1999 sobre la maternidad y la adopción y la Ley 27942 de 2004 sobre el acoso sexual.
A mediados de la década de 1990, cuando la economía peruana entró en crisis, Zamudio nuevamente perdió su trabajo y trabajó en una pequeña tienda en su casa. En 1995, publicó  Piel de mujer, un testimonio de vida donde describe cómo era crecer siendo pobre y negra con oportunidades limitadas y cómo a través del activismo y ayudando a otros, superó los abusos físicos y emocionales, el racismo y la discriminación que enfrentó al ayudar a otros. Fundó un albergue para mujeres, la Casa de Refugio San Juan de Lurigancho, para ayudar a mujeres y niños que huyen de la violencia doméstica en su vecindario. Continuando con su defensa de los afroperuanos, trabaja con el Ministerio de la Mujer en la Oficina de Trabajo Afroperuano para abordar las preocupaciones de las mujeres trabajadoras. En 2014, en el Día Internacional de la Mujer, Zamudio fue una de las galardonadas con el Premio a la Personalidad Meritoria de la Cultura por su trabajo en defensa de los derechos humanos. Su testimonio fue republicado en 2016 por el LUNDU Centro de Estudios y Promoción Afroperuanos en una compilación que incluía cuarenta estudios de casos de violencia contra mujeres afrodescendientes en Perú.

## Obras
- Martiza González, ed. (1995). Piel de mujer. Fomento de la Vida-Fovida. OCLC 253926876. Consultado el 10 de abril de 2020.